# Euphyllodromia marowijnensis
Euphyllodromia marowijnensis är en kackerlacksart som beskrevs av Bruijning 1959. Euphyllodromia marowijnensis ingår i släktet Euphyllodromia och familjen småkackerlackor. Inga underarter finns listade i Catalogue of Life.